# Norio Tsuruta
Norio Tsuruta (鶴田法男?, Tsuruta Norio; Tokyo, 30 dicembre 1960) è un regista, sceneggiatore e produttore cinematografico giapponese.

## Carriera
Debuttò nel 1991, scrivendo e dirigendo l'horror Scary True Stories: Ten Haunting Tales from the Japanese Underground, realizzato per il V-Cinema, primo di una serie di tre film. Dopo aver realizzato altre opere per il V-Cinema si fece conoscere definitivamente nel 2000, dirigendo il J-Horror Ring 0: The Birthday, prequel di Ring, interpretato da Yukie Nakama.
Si specializzò quindi nel J-Horror, dirigendo film quali Kakashi, tratto da un manga di Junji Itō, e Premonition, lavorando con idol quali Noriko Sakai e Maho Nonami. Nel 2007 diresse Crociera di sangue, episodio della serie televisiva statunitense Masters of Horror, interpretato da Yoshino Kimura.

## Filmografia

### Regista
- Scary True Stories: Ten Haunting Tales from the Japanese Underground (Honto ni atta kowai hanashi) (1991)
- Scary True Stories: Night 2 (Honto ni atta kowai hanashi: Dai-ni-ya) (1992)
- Scary True Stories: Realm of Spectres (Shin honto ni atta kowai hanashi: Yuugen-kai) (1992)
- Norowareta bijo-tachi: Akuryō kaidan (1996)
- Shin rei bideo II: Kyōfu taikendan-shuu (1996)
- Shin rei bideo I: Shinrei shashin-shuu (1996)
- Bōrei gakkyū (1996)
- Shin rei bideo III: Kyōfu shinrei shashin (1999)
- Shin rei bideo IV: Kyōfu taikendan (1999)
- Ring 0: The Birthday (Ringu 0: Bāsudei) (2000)
- Kakashi (2001)
- Sky High (Sukai hai) (serie TV) (2003)
- Kaidan Shin Mimibukuro (serie TV) (2003)
- Premonition (Yogen) (2004)
- Dark Tales of Japan (Suiyō puremia: sekai saikyō J horā SP Nihon no kowai yoru) (film TV, episodio: Sukima) (2004)
- Masters of Horror (serie TV, episodio: Crociera di sangue) (2007)
- Orochi - Blood (Orochi) (2008)